# Tiskový zákon
Tiskový zákon je zkrácený název zákona č. 46/2000 Sb., o právech a povinnostech při vydávání periodického tisku a o změně některých dalších zákonů (tiskový zákon).

## Systematika zákona
Zákon se člení na šest částí:
- Část první: Zákon upravuje některá práva a povinnosti vydavatelů a dalších osob v souvislosti s vydáváním periodického tisku, který vychází nebo je šířen na území ČR. Periodickým tiskem se pak rozumí noviny, časopisy a další tiskoviny vydávané alespoň dvakrát ročně; jejich evidenci vede Ministerstvo kultury. Zákon zavádí několik zajímavých práv, povinností a právních institutů:
  - za obsah periodického tisku odpovídá vydavatel (nikoli např. novinář), ale za pravdivost údajů obsažených v reklamě a v inzerci odpovídá jejch zadavatel;
  - v naléhavém veřejném zájmu musí vydavatel zveřejnit oznámení veřejného orgánu;
  - vydavatel je povinen posílat povinné výtisky jak Ministerstvu kultury, tak několika významným knihovnám (např. Národní knihovně ČR, Moravské zemské knihovně v Brně, Městské knihovně v Praze, krajským knihovnám atd.);
  - Právo odpovědi (§ 10, 12–15) – pokud bylo zveřejněno sdělení, které obsahuje skutkové tvrzení dotýkající se důstojnosti, cti nebo soukromí určité fyzické osoby (nebo jména nebo dobré pověsti právnické osoby), má tato osoba právo na zveřejnění odpovědi; z odpovědi musí být patrno, kdo ji činí; odpověď se musí omezit na skutkové tvrzení, kterým nepřijatelné tvrzení uvádí na pravou míru atd.;
  - Právo dodatečného sdělení (§ 11, 12–15) – pokud bylo uveřejněno sdělení o trestním řízení nebo o řízení o správním deliktu proti osobě, kterou lze podle sdělení ztotožnit, a toto řízení nebylo ukončeno pravomocným rozhodnutím, má tato osoba právo na uveřejnění informace o konečném výsledku řízení;
  - Ochrana zdroje a obsahu informací (§ 16) – osoba, která se podílela na získávání nebo zpracování informací pro uveřejnění v periodickém tisku, má právo odepřít soudu nebo jinému veřejnému orgánu poskytnutí informace o původu či obsahu těchto informací, stejně jako odepřít vydání věcí, ze kterých by tyto informace mohly být zjištěny (tím však není dotčena zákonná povinnost oznámit nebo překazit případný trestný čin a zákonná povinnost sdělit správci daně jméno a bydliště nebo sídlo objednavatele inzerátu);
  - za porušení povinností stanovených tímto zákonem může krajský úřad uložit vydavateli pokutu až do výše 200 000 Kč.
- Část druhá: Změna zákona o okresních úřadech, úpravě jejich působnosti a o některých dalších opatřeních s tím souvisejících.
- Část třetí: Změna zákona o provozování rozhlasového a televizního vysílání.
- Část čtvrtá: Změna zákona o soudních poplatcích.
- Část pátá: Změna občanského soudního řádu.
- Část šestá: Účinnost.